# گابی (فیلم)
گابی (کره‌ای: 가비; لاتین‌نویسی اصلاح‌شده: Gabi) فیلم محصول کره جنوبی سال ۲۰۱۲ با بازی کیم سو-یون، جو جین-مو و پارک هی-سون است.